# 超荷
在粒子物理学中，超荷Y是粒子与强相互作用相关的一种性质，与类似的在电弱相互作用中发挥相似角色的弱超荷不是同一概念。超荷的概念结合并同一了同位旋和味，使其成为一种荷。

## 定义
粒子物理学中的超荷是一个与强相互作用的SU(3)模型相关的量子数。SU(2)模型定义了同位旋，而SU(3)模型定义了超荷。
SU(3)质量图（见下文）是一张二维表图，其坐标为两个量子数，Iz，为同位旋的第三分量，而Y即为超荷（奇异数S、魅数C、底数B'、顶数T和重子数B的和）用数学形式来表述，超荷是：
{\displaystyle Y=S+C+B^{\prime }+T+B}
超荷的守恒意味着味的守恒。强相互作用中超荷守恒，但弱相互作用则不是。

## 与电荷和同位旋的关系
盖尔曼-西岛关系将电荷和同位旋关联起来，
{\displaystyle Q=I_{3}+{\frac {1}{2}}Y,}
这里I3是同位旋第三分量而Q是粒子的电荷。
同位旋产生了粒子多重态，其平均电荷与超荷有如下关系：
{\displaystyle Y=2{\bar {Q}}.}
因为同一多重态的粒子都有相同的超荷，平均I3值是0。